# Нивелация
Нивелацията е геодезически метод и техника за определяне на разликата във височините на отделни точки върху земната повърхност. На базата на изчисления може да се установят чрез методите на нивелацията и височината на точки от повърхността спрямо някакво друго условно прието ниво – например морското или за регионални измервания други условно приети изходни нива.

## Същност на нивелацията
Същността на нивелацията на близки разстояния (за да се избегнат грешките от кривината на земята) е създаването чрез апаратни средства на една хоризонтална линия или хоризонтална равнина. Тази хоризонтална линия при използването на геодезически уреди (например лати), дава информация за превишението, т.е. за разликата във височините на двете точки.

## Методи за нивелацията
В зависимост от използваните технически средства за реализинето на измерването, нивелацията бива:
- Геометрична нивелация – инструментална нивелация чрез използването на хоризонтална визирна линия, осъществена посредством оптичния измерителен инструмент нивелир и показанията на две отсечки върху геодезически лати;
- Тригонометрична нивелация – инструментална нивелация чрез визиране към лата върху земната повърхност с измерване на вертикален ъгъл и разстояние посредством теодолит, тахиметър или кипрегел;
- Барометрична нивелация – основаваща се на намаляването на атмосферното налягане във височина, измервано с барометри;
- Хидростатична нивелация – основаваща се на свойството на течността в скачените съдове винаги да са на едно ниво, независимо от височината на която са разположени тези съдове;
- Аерорадионивелиране (осъществявано от радиовисотомери, монтирани в самолети);
- Стереофотограметрическа нивелация – по-неточна от първите два инструментални методи и използвана при изчертаване на хоризонталите в топографските карти;
- Радиолокационно установяване на превишение.

## Най-често използвани методи
За нуждите на топографията, проектирането и строителството, най-често използваните методи за нивелация с геодезически инструменти са:

### Геометрична нивелация
Разликата във височините на две точки от земната повърхнина, наричано превишение, се установява чрез визиране с хоризонтална визирна линия при използването на нивелир и отчетите на геодезическите лати.
{\displaystyle h=h_{b}-h_{a};}

където {\displaystyle h_{b}} и {\displaystyle h_{a}} – са отчетите на двете лати.
Точността на отчитането се определя от конкретните потребности. За това има приети стандарти, с които се въвеждат степени на точност и прецизност при измерването и са въведени категории (наричани класове), с които да се обезпечи най-точното измерване за съответните технически нужди. Например, при техническо нивелиране е допустимо отклонение от 1-2 mm при визиране. Нивелацията I клас допуска грешка от 0,1 mm на визиране.
Общоприети норми са:
-при нивелация I клас да се допуска отклонение < 1 mm/km;
-при нивелация II клас да се допуска отклонение < 1,5 mm/km;
-при нивелация III клас да се допуска отклонение < 3 mm/km.

### Тригонометрична нивелация
За да се определи разликата в надморската височина на две точки – станцията т. А и т. В с метода тригонометрична нивелация, се прави измерване на вертикалния ъгъл α (от хоризонталната равнина при оста на тръбата към визираната посока). Прилагат се формулите:
D = (sinα x d) + hi – hm + f,
където
- D – превишение между двете точки;

- d – разстояние между двете точки;

- α – измерен вертикален ъгъл;

- hi – височина на инструмента (от точката на земната повърхност до оста на зрителната тръба на измервателния инструмент);

- hm – височина на сигнала в т. В (веха или отсечка от латата);

- f поправка на превишението hAB заради влиянието на кривината на земята. Изчислява се с формулата:

f = d12.(1-k) / 2R, където
- k = 0,101 – рефракционна константа;

- R – среден радиус на земята, приет за R = 6381 km.

Стойностите на f при визиране дължини до 300 метра са много малки и може да се пренебрегнат при изчисляването на превишението.
Измервания от този вид се прилагат при определяне превишението на точки от земната повърхност при създаване на топографски оригинал чрез тахиметрична или чрез мензулна снимка. По този метод се определя превишението и се изчислява надморската височина на триангулачни точки от триангулачната мрежа или опорни точки за извършване на снимачни работи, фотограметрични работи и такива свързани с проектиране и строителство.

### Барометрична нивелация
Измерването на превишението между точки от земната повърхност се осъществява чрез измерване на атмосферното налягане и се използва връзката между налягането и надморската височина и използването на пълната барометрична формула.

## Денивелация
Денивелацията представлява разликата между най-високата и най-ниската точка на даден обект. Тя се измерва чрез извършване на геометрична или тригонометрична нивелация.
Употребява се като показател в следните случаи:
- при наличен пад при водни нива на река или друг воден поток, като водопад, шлюз, и пр. От съществено значение е при изграждането на ВЕЦ-ове;
- при изграждането и класификацията на ски писти, като се взема разликата от мястото на започване на спускането по пистата до финала ѝ.
- при алпинизма и туристическите маршрути като показател за трудност, или по отношение на пещерното дело (спелеологията);
- при характеризиране на географските терени, населени места, или други природни обекти.